# Michel III d'Anchialos
Michel III d'Anchialos (en grec : Μιχαήλ Γ΄) fut patriarche de Constantinople de 1170 à 1178.

## Biographie
Le patriarcat de Michel III d'Anchialos débute dans la seconde moitié de janvier 1170 car son premier acte public est la présidence à partir du 30 janvier 1170 du synode chargé de réprimer l'opposition dogmatique qui avait relevé la tête après la mort de son prédécesseur Luc Chrysobergès. Pendant ses huit années d'exercice, Michel III reçoit selon la tradition la visite à Constantinople de la princesse Euphrosyne de Polotsk, à qui il offre une icône.
En 1172, dans le contexte d'un rapprochement avec l'Église apostolique arménienne, l'empereur Manuel Ier et Michel III d'Anchialos adressent au patriarche Nersès IV Chnorhali un « Théorianos » comprenant neuf propositions, dont les plus importantes ne posent aucune difficulté pour les Arméniens. Un concile devait se tenir en 1173 pour les examiner, mais la mort de Nersès IV ajourne les  négociations. Le « formalisme mesquin » de Michel III, sa disparition en mars 1178, puis celle de l'empereur deux ans après laissent sans suite cette initiative.